# 巴芬島

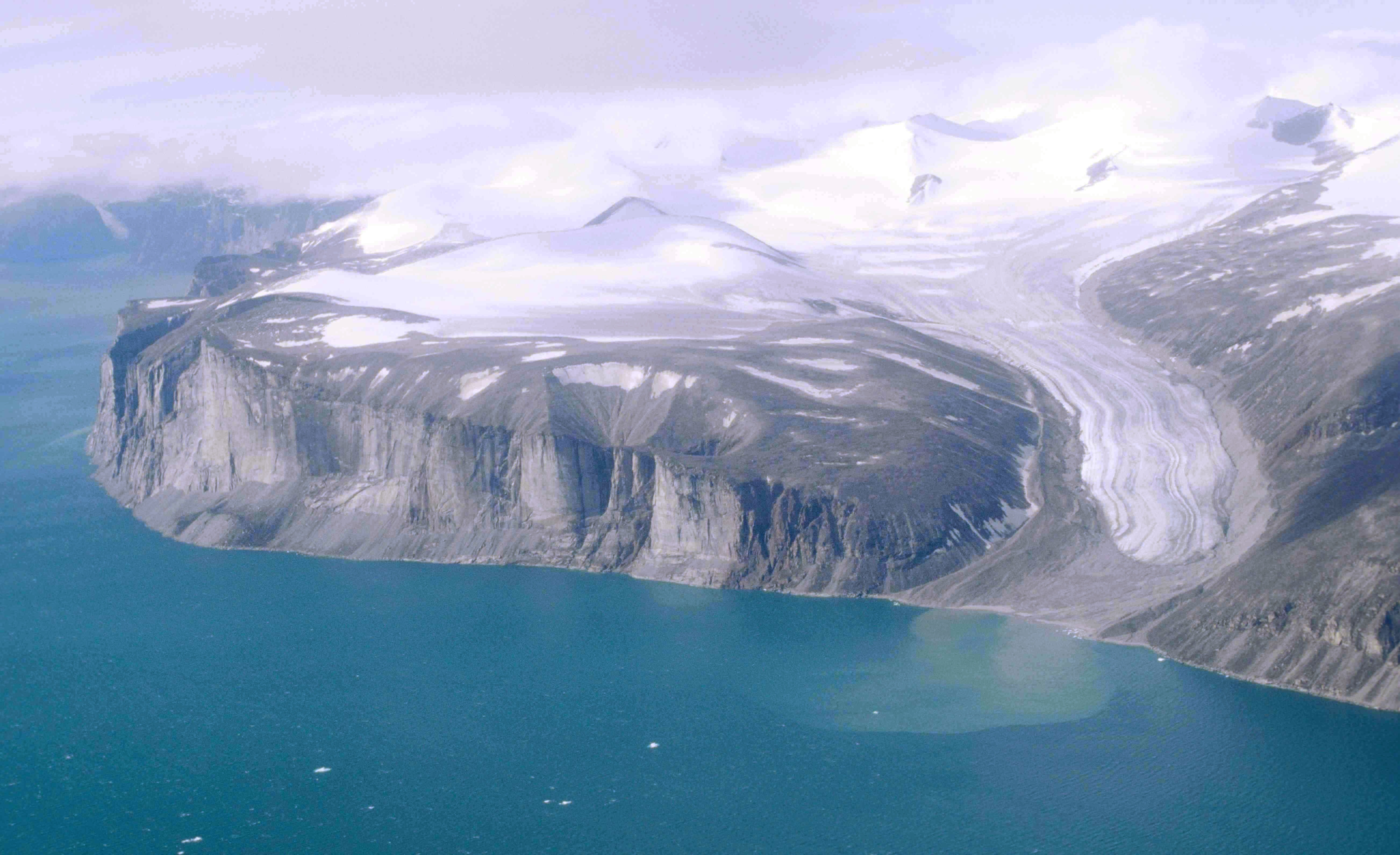
巴芬島冰河出海口

巴芬島（英語：Baffin Island；因纽特语：ᕿᑭᖅᑖᓗᒃ，Qikiqtaaluk）位于加拿大境内努纳武特地区，是加拿大最大的岛屿、美洲第二大岛屿（仅次于格陵兰岛）、世界第五大岛屿。 面积为 507,451 平方公里（195,928 平方英里），人口密度为 0.03/平方公里。巴芬岛主要居民是因纽特人，根据2021年加拿大的人口普查的结果，巴芬岛的人口为 13,039 人。 努纳武特地区的首府伊卡卢伊特也位于巴芬岛上，人口约为7000人。
巴芬島人煙稀少，沒有公路和鐵路等陸上交通，僅能以航空或夏季時的水運聯外，但已经是北极圈中有较多人口的地方，也常是北極探險隊的基地所在。在地理上，巴芬島的東方有巴芬灣、戴維斯海峽，可通到丹麥的格陵蘭島；南方則有福克斯灣、布西亞灣，可通往加拿大本土。巴芬岛是观察极光的绝佳之处，此处因为人烟稀少远离人工光源。
据说11世纪即有莱夫·埃里克松来此，1576-1578年马丁·弗罗比舍爵士探索西北航道时曾见此岛，1615年，探險家威廉·巴芬是第一個成功環繞巴芬島航行的人，此島也以他的名字命名。目前巴芬島上最大的城鎮是伊魁特，位於該島南部，它也是努纳武特地区的首府，該地區於1999年4月1日從西北地区獨立出來。白朗希山（Mount Blanche）是島上最高的山，有2,146公尺高。巴芬岛沿岸局部地区有以渔猎为生因紐特人的小聚落，岛南部的弗罗比舍湾是全岛行政中心、毛皮货站，建有机场。坎伯兰半岛建有奥尤伊图克国家公园。北部有铁矿。岛上建有空军基地、气象站和雷达观测站。

## 名称由来
该岛的因纽特语名称为 Qikiqtaaluk， 意思是“非常大的岛屿”（qikiqtaq“岛”+ -aluk“非常大”），在因纽特语音节中写为 ᕿᑭᖅᑖᓗᒃ。 该名称被用于巴芬岛所属的行政区域（基吉柯塔鲁克地区），以及努纳武特地区和西北地区的多个地方，比如一些较小的岛屿：巴芬湾的斯莱姆岛（英語：Qikiqtaaluk）和福克斯湾的怀特岛（英語：Qikiqtaaluk）。挪威探险家将其称为 Helluland（“石头之地”）。1576年，英国海员马丁·弗罗比舍在该岛登陆，将其命名为“伊丽莎白女王的前陆”，弗罗比舍湾也以他的名字命名。该岛最终以英国探险家威廉·巴芬的名字命名，他于1616年探索西北航道时偶然发现了该岛。它以前也被称为詹姆斯岛。

## 地理
伊卡卢伊特是努纳武特地区的首府，位于岛上的东南沿岸。 1987年之前，该镇被称为弗罗比舍湾，和其所处的弗罗比舍湾同名。1987年，经过社区投票，人们决定恢复它的因纽特语名称。
巴芬岛的南面是哈得逊海峡，将该岛与魁北克省分隔开。岛屿的西端以南是弗里和赫克拉海峡，将该岛与大陆上的梅尔维尔半岛分开。岛屿的东边是戴维斯海峡和巴芬湾，更远处是格陵兰岛。福克斯湾，布西亚湾以及兰开斯特海峡分别从西部和北部将巴芬岛与北极群岛的其他部分分隔开来。
|  |

巴芬山脉（Baffin Mountains）沿着该岛的东北海岸延伸，是北极科迪勒拉山脉（Arctic Cordillera）的一部分。 最高峰是奥丁山（Mount Odin），海拔至少为 2,143 m（7,031 英尺），另有些消息来源说为 2,147 m（7,044 英尺）。.另一个值得注意的山峰是阿斯加德山，位于奥尤特克国家公园，海拔 2,011 米（6,598 英尺）。
岛上最大的两个湖泊位于岛的中南部：纳蒂灵湖 （5,542 平方公里）和更南边的阿马朱瓦克湖（3,115 平方公里）。

## 行政归属
归属于加拿大一级行政区努纳武特地区下辖行政区基吉柯塔鲁克地区。

## 人口
2021年加拿大人口普查显示，巴芬岛的人口为 13,039 人，人口密度为 0.03 人/平方公里。占基吉柯塔鲁克地区人口的67.37%，占北极群岛人口的56.51%，占努纳武特地区人口的35.38%
根据2016年加拿大人口普查结果，74.06% 人口为原住民，25.83% 人口为非原住民。伊卡卢伊特的原住民比例最低，为59.29%。总人口中，72.17%为因纽特人，0.92%为第一民族，0.73%为梅蒂人。 除了北极湾的少数第一民族居民外，所有非因纽特原住民都居住在伊卡卢伊特。
| 城市或村镇               | 2021  | 2016  | 2011  | 2006  | 2001  |
| ------------------------ | ----- | ----- | ----- | ----- | ----- |
| 北极湾                   | 944   | 868   | 823   | 690   | 646   |
| 克莱德河（Clyde River）  | 1,181 | 1,053 | 934   | 820   | 785   |
| 伊卡卢伊特               | 7,429 | 7,740 | 6,699 | 6,184 | 5,236 |
| 今米鲁特（Kimmirut）     | 426   | 389   | 455   | 411   | 433   |
| 纳尼希维克 （Nanisivik） | 0     | 0     | 0     | 0     | 77    |
| 庞纳唐 （Pangnirtung）   | 1,504 | 1,481 | 1,425 | 1,325 | 1,276 |
| 庞德因莱特               | 1,555 | 1,617 | 1,549 | 1,315 | 1,220 |